# Aparecida (Paraíba)
Pour les articles homonymes, voir Aparecida.
Aparecida est une ville brésilienne de l'ouest de l'État de la Paraíba.
Sa population était estimée à 7 323 habitants en 2007. La municipalité s'étend sur 229 km2.